# NGC 4420
NGC 4409 = NGC 4420 ist eine aktive Balken-Spiralgalaxie mit ausgedehnten Sternentstehungsgebieten vom Hubble-Typ SBbc im Sternbild Jungfrau an der Ekliptik. Sie ist schätzungsweise 71 Millionen Lichtjahre von der Milchstraße entfernt und hat einen Durchmesser von etwa 45.000 Lj. 

Die Galaxie ist unter der Katalognummer VCC 957 als Mitglied Virgo-Galaxienhaufens gelistet. Sie ist die hellste Galaxie in der Nachbarschaft von 3C 273 und befindet sich unweit einer Lyman-α-Wolke in diesem Gebiet. 
Die Galaxie ist ein Mitglied des Virgo-Superclusters. Sie ist die hellste Galaxie in der Nachbarschaft von 3C 273 und befindet sich unweit einer Lyman-α-Wolke in diesem Gebiet.
Das Objekt wurde von Wilhelm Herschel entdeckt, der es am 24. Januar 1784 und am 23. Februar 1784 beobachtete, wobei er die Doppelbeobachtung nicht erkannte. Dadurch beziehen sich heute zwei Einträge im New General Catalogue auf diese Galaxie, NGC 4420 und NGC 4409.